# Lila de Nobili
Lila De Nobili (Castagnola, Lugano, 3 de septiembre de 1916-París, 19 de febrero de 2002) fue una diseñadora, diseñadora de vestuario y escenógrafa suizoitaliana. Se hizo famosa por su trabajo en la revista Vogue y sus colaboraciones con directores como Luchino Visconti, Franco Zeffirelli y Raymond Rouleau.

## Biografía
Su padre fue un noble italiano y su madre perteneciente a una familia húngaro-judía. Su tío fue el pintor y diseñador de moda Marcel Vertès (1895-1961).
Estudió con Ferruccio Ferrazzi en la Academia de Bellas Artes de Roma.
En 1943 se estableció en París donde vivió hasta su muerte.
Como ilustradora se destacó en Vogue y en teatro en obras como Angel Pavement (1947), Le voleur d'enfants (1948), A Streetcar Named Desire (1949), La Petite Lili (1951), Anna Karenine (1951), Gigi (1951), Cyrano de Bergerac (1953), The Country Girl (1954), The Crucible (1954), La Plume de Ma Tante (1958), L'Arlésienne (1958), Carmen (1959) y The Aspern Papers (1961).
Realizó recordados vestuarios en ópera, especialmente en La Scala de Milán con Luchino Visconti, Maria Callas, Franco Zeffirelli, Luigi Squarzina y en Inglaterra con Frederick Ashton, Tony Richardson y Peter Hall entre 1957-62 en seis producciones de obras de Shakespeare, Carmen en el Ópera Garnier en 1958.
Con Raymond Rouleau diseñó el estreno francés de Un tranvía llamado Deseo con Arletty, vistió a Ingrid Bergman como Hedda Gabler y trabajó con Édith Piaf, Simone Signoret, Margot Fonteyn, etc. Trabajó también en Spoleto con Gian Carlo Menotti.
No aceptó ofertas de trabajo a partir de 1970, vivió recluida en su casa con sus gatos, hasta su muerte a los 86 años.

## Literatura
- Vittoria Crespi Morbi; Lila De Nobili - Amici Della Scala / 2014
- Vittoria Crespi Morbi; Lila De Nobili - 2002[6]